# Municipio de Monroe (Dakota del Norte)
El municipio de Monroe (en inglés: Monroe Township) es un municipio ubicado en el condado de Towner en el estado estadounidense de Dakota del Norte. En el año 2010 tenía una población de 29 habitantes y una densidad poblacional de 0,31 personas por km².

## Geografía
El municipio de Monroe se encuentra ubicado en las coordenadas 48°45′18″N 99°26′50″O / 48.75500, -99.44722. Según la Oficina del Censo de los Estados Unidos, el municipio tiene una superficie total de 93.26 km², de la cual 93,18 km² corresponden a tierra firme y (0,08 %) 0,07 km² es agua.

## Demografía
Según el censo de 2010, había 29 personas residiendo en el municipio de Monroe. La densidad de población era de 0,31 hab./km². De los 29 habitantes, el municipio de Monroe estaba compuesto por el 100 % blancos. Del total de la población el 0 % eran hispanos o latinos de cualquier raza.